# 島村幸男
島村 幸男（しまむら ゆきお、1963年12月20日 - ）は、東京都出身のタレント、DJ、2010年に新規就農認定された農業従事者。自称「芸農人」。

## 来歴・人物
子供の頃は東京都大田区に住んでいた。1985年4月に横浜市旭区その後青葉区に引っ越しする。26年間住みなれた横浜を離れ2010年より千葉県袖ヶ浦市に移住。ボビーバレンタイン監督時代、千葉ロッテマリーンズの親善大使として任命され、千葉マリンスタジアムでスタジアムDJ（場内アナウンスとインターネット中継の実況担当）も担当。愛称は「島ちゃん」。
かつて和製ソウルファンクバンドでありコントグループの「ジャドーズ」に所属し、ドラムを担当。そのデビュー前には、フュージョンバンド・カシオペアの専属ローディー（楽器運び&セッティング）をしていたこともある。
ジャドーズはバンド活動と並行して、お笑い芸人活動も行っていた。島村の現在の活動の礎はそこからも来ている。ジャドーズはシチュエーション・コントや一発ネタなどのコンパ芸を得意とした。型にはまらない素人上がりのその芸は、当時極めて都会的なものであった。ちなみに得意芸は、荒井注、東幹久の顔マネなど。

## 出演番組

### テレビ
- The 座（チバテレビ）
- サムライTVzero-one - ナレーション・会場対戦カードナビゲーション
- TwellV プロ野球中継（TwellV） - 千葉ロッテ戦 実況（もしくはリポーター）

### ラジオ
- The BAY☆LINE（bayfm） - 月曜、水曜街角DJ
- Song of Japan（2015年4月2日 - 、bayfm） - 木曜日。田中美和子と共にDJ

## 過去の出演番組

### ラジオ
- BAY LINE 7300（1995年10月 - 2002年、bayfm）
- BAY LINE GO!GO!（bayfm） - 月曜DJ
- NOVIL GROUP presents BRATRIP（2014年4月7日 - 2015年3月30日、bayfm）
- INTER X-PRESS JAPAN（bayfm）
- JAPAN RENTAL LEAGUE HOT30（bayfm）

### テレビ
- 対決!マイベスト10（テレビ東京） - DJシマムラとして出演
- ヒロスポ! Hiromi Sports factory（テレビ東京）
- 夢・音楽館（NHK） - ナレーター
- 緑への歩み（tvk）

### CM
- 日本通運
- EPSON「カラリオ」
- アデランス
- 資生堂「Aleph」